# 副将軍
副将軍（ふくしょうぐん）は、日本において大将軍あるいは将軍の次席に位する武官の職である。

## 律令制下の副将軍
律令制では大将軍、将軍、副将軍という序列が規定されたが、実際には大将軍に対しても将軍を中抜きして副将軍がつけられた。さらに副官としての権副将軍という官職もあった。
日本の律令制では、軍防令24条に副将軍の規定がある。それによれば、将帥が出征するとき兵一万人以上なら将軍一人、副将軍二人を置く。また、三軍ごとに大将軍一人を置く。しかし実際の任命はこの規定通りではなく、任命された副将軍は一人から数人の幅があった。また、大将軍の下に将軍がつけられることはなく、直接に副将軍がつけられた。史書には「副使」（使≒将軍）とも記される。
例としては、推古天皇8年（600年）、穂積祖足が征新羅副将軍に任ぜられ、新羅を攻めて5つの城を攻略、新羅を降伏させた。延暦3年（784年）2月には大伴弟麻呂が征東副将軍に任ぜられているが、この副将軍人事は、征東軍の総司令官たる将軍人事よりも前に行われており、副将軍人事の翌年に大伴家持が持節征東将軍に任ぜられ、蝦夷討伐の軍を発している。さらに延暦13年（794年）1月1日、朝廷が奥羽の蝦夷を征伐するために派遣した征夷大将軍大伴弟麻呂の副官として坂上田村麻呂を征夷副将軍に任じたのが有名である。さらに、副将軍の下位には権副将軍も置かれた。その後、弘仁2年（811年）に文屋綿麻呂が征夷将軍に任ぜられると、大伴今人・佐伯耳麻呂・坂上鷹養の3名が副将軍を拝命している。弘仁6年（815年）にはさらに征東副将軍陸奥介に小野永見が任ぜられており、たびたび奥羽の蝦夷征伐の人事がなされた。
蝦夷征伐が一応の区切りを見せて、将軍・大将軍の任命がなされなくなったのに伴い、副将軍の任命も稀になった。平安時代中期では、承平天慶の乱の最中の天慶3年（940年）2月8日に経基王が征夷副将軍に任ぜられたとする記録がある。

## 鎌倉幕府における副将軍
源頼朝が征夷大将軍となり鎌倉幕府を開き、武家政権が成立するようになった後も、一度も副将軍が任ぜられる例はなかった。その一方で中山寺本『教行信証』の奥書では北条貞時を「当副将軍相州太守平朝臣」と記し、『不断両界供偏数状（『金沢文庫文書』）』では北条高時を「大施主副将軍家」と表現しているため、北条氏の惣領である得宗が事実上「副将軍に当たる存在」となっていた。

## 室町幕府における副将軍
室町時代においても副将軍は常設ではなかったが、何度か任命された例はある。
初期の建武5年（1338年）、足利尊氏の弟足利直義が征夷副将軍に任ぜられている。また、足利義持の時代に上杉禅秀の乱の鎮圧に功績があった今川範政が副将軍に任ぜられたといわれ、足利義尚の時代にも斯波義寛が「常徳院殿（義尚）御代副将軍」として副将軍に任ぜられたと記録される。
室町後期の関東にあっては古河公方足利氏が関東武士の間において権威を誇っていたが、同氏の出身である足利義明は古河公方足利高基・晴氏父子に対抗し、小弓公方を自称した。このとき、安房の戦国大名里見氏は義明を奉じて関東副将軍を自称したとされる。

### 足利義昭による任命例
永禄11年（1568年）10月、15代将軍・足利義昭が自らの将軍職就任に功のあった織田信長に対して副将軍か管領職への就任を要請したという記録が残されている。管領職の任免権は将軍の専権事項だが、副将軍の任免権は朝廷が握っていたため、永禄12年（1569年）3月に朝廷も信長に対して副将軍就任の打診をしている。しかし、信長はこれを辞退したとされる。
義昭が信長によって京都を追放され、備後国の鞆にて毛利氏の庇護に入ると、義昭は毛利輝元を副将軍に任じ、鞆において幕府の再建を目指した。また、輝元は副将軍として義昭を庇護することにより、毛利軍を公儀の軍隊の中核として位置づけ、西国の諸大名の上位に君臨する正統性を確保した。
しかし、信長は明智光秀の謀叛に倒れるものの、天下は豊臣秀吉の手に移り、幕府の再興はならなかった。

## 江戸時代における副将軍
豊臣秀吉の死後、関ヶ原の戦いに勝利した徳川家康が征夷大将軍に任ぜられ、江戸幕府が開かれたが、幕府内に「副将軍」という役職はなく、江戸時代において副将軍が任ぜられることは一度もなかった。
しかし、徳川御三家の一角である水戸徳川家は天下の副将軍または水戸の副将軍と称されることが多い。これは、水戸家の地位が他の大名と違って、参勤交代せずに常に江戸に留まる定府が義務付けられていたこと、将軍の補佐役としての色彩が強かったことなどから、そのように呼ばれるようになったとされる。
つまるところ、「副将軍」とは水戸家に対して与えられた正式な呼称ではなく、上記のような事実から付いた俗称である。水戸家はそうした色彩の強い立場ではあったため、幕府もこの俗称を半ば黙認し、例えば江戸市中の講談師が徳川光圀を「天下の副将軍」と語っても、何ら取り締まりをしなかったという。
いずれにせよ、当の水戸徳川家の出身である徳川慶喜により大政奉還がなされ、江戸幕府、武家政権そのものが終焉を迎えたことで、副将軍の職および呼称は完全に消滅したといってよい。

## 現代のフィクションにおける「副将軍」
御三家の一つ水戸徳川家の当主が「天下の副将軍」と称されたことを元に、徳川光圀の諸国漫遊の旅を描いた時代劇「水戸黄門」では光圀を「天下の副将軍」「前（さき）の副将軍」（水戸藩主の地位を譲って隠居の身であるので）として描いている。
このドラマの人気が、徳川光圀＝天下の副将軍という認識が定着する要因となっており、正式に副将軍に任ぜられた、あるいは江戸幕府の公式な役職として副将軍が設置されていたという誤解を生んでいる。現在、水戸藩の旧領地であった水戸市をはじめとする茨城県内各市町村においては、光圀にちなんで「副将軍」と称する地酒や産物を販売しており、「水戸の副将軍」という呼称はひとつのブランドとしても用いられている。
また山岡荘八の小説『伊達政宗』およびこれを原作とするNHK大河ドラマ『独眼竜政宗』では、伊達政宗が将軍徳川秀忠に対する御意見番の意味で「天下の副将軍」と呼称されている。